# Steagall Glacier
Steagall Glacier är en glaciär i Antarktis. Den ligger i Västantarktis. Nya Zeeland gör anspråk på området. Steagall Glacier ligger 680 meter över havet.
Terrängen runt Steagall Glacier är varierad. Trakten är obefolkad. Det finns inga samhällen i närheten.